# Scowl
Scowl (englisch finsterer Blick) ist eine US-amerikanische Hardcore-Punk-Band aus Santa Cruz, Kalifornien.

## Geschichte
Die Band wurde im Jahre 2019 gegründet, als die aus Sacramento stammende Sängerin in Santa Cruz auf den Gitarristen Malachi Greene, den Bassisten Bailey Lupo und den Schlagzeuger Cole Gilbert traf. Noch im Gründungsjahr veröffentlichte die Band im Selbstverlag die EPs Scowl und Reality After Reality…. Scowl wurden von Flatspot Records unter Vertrag genommen und veröffentlichten am 19. November 2021 ihr von Charles Toshio produziertes Debütalbum How Flowers Grow. Mit dem Album erreichte die Band große Aufmerksamkeit. Fred Durst von der Band Limp Bizkit lud Scowl persönlich dazu ein, beim Konzert im New Yorker Madison Square Garden im Mai 2022 aufzutreten, während Post Malone bei einem Konzert ein Scowl-T-Shirt trug. Im Sommer 2022 spielten Scowl erstmals in Europa, unter anderem beim Vainstream Rockfest und dem Full Force.
2023 spielten Scowl auf den Festivals Coachella, Reading and Leeds und Sick New World. Am 7. April 2023 veröffentlichte die Band ihre dritte EP Psychic Dance Routine, die von Will Yip produziert wurde. Im Herbst 2023 tourte die Band mit Militarie Gun durch Nordamerika. Zwischenzeitlich hatte sich mit Mikey Bifolco ein zweiter Gitarrist der Band angeschlossen. Ein Jahr später sagten Scowl ihre Teilnahme am Download-Festival ab. Begründet wurde die Absage damit, dass das Finanzunternehmen Barclays zu den Sponsoren des Festivals gehört. Barclays wäre eng mit dem Staat Israel verbunden, der während des Krieges im Gaza einen Genozid verübt. Scowl spielten bei den Festivals Full Force, Hellfest und Welcome to Rockville sowie eine Nordamerikatournee mit Drain, Angel Dust und End It. Am 4. April 2025 erschien über Dead Oceans das zweite Studioalbum Are We All Angels, welches erneut von Will Yip produziert wurde.

## Stil
Mike Duquette von Allmusic beschrieb Scowl als „eine der Anführer der neuen Welle von kalifornischen Hardcore-Punk-Bands der frühen 2020er Jahre“. Die Band „überbrückt die Linie zwischen thrashigen Akkorden und fröhlichen Alternative Rock“. Zu den Haupteinflüssen gehören Bands wie Black Flag oder die Adolescents. Emma Wilkes vom britischen Magazin Kerrang empfahl die EP Psychic Dance Routine an Fans von Turnstile, Gel und Amyl and the Sniffers. Linsey Teggert vom Onlinemagazin Dork schrieb, dass Scowl neben Bands wie Zulu, Drain, Gel und Jesus Piece „die neue Welle des Hardcore anführen“. Ihr Kollege Ali Shutler zählt Scowl neben Sleep Token, Bad Omens, Knocked Loose, Loathe, Spiritbox, Militarie Gun, Static Dress und Nova Twins zu den Bands, die „harte Musik wieder aufregend“ machen.

## Diskografie
Alben 
- 2021: How Flowers Grow (Flatspot Records)
- 2025: Are We All Angels (Dead Oceans)

EPs
- 2019: Scowl (Selbstverlag)
- 2019: Reality After Reality… (Selbstverlag)
- 2023: Psychic Dance Routine (Flatspot Records)
- 2024: Live at Audiotree (Flatspot Records)

## Musikpreise
| Jahr | Kategorie                            | für   | Resultat  |
| ---- | ------------------------------------ | ----- | --------- |
| 2023 | Best International Breakthrough Band | Scowl | Nominiert |

| Jahr | Kategorie        | für                   | Resultat  |
| ---- | ---------------- | --------------------- | --------- |
| 2024 | Best Punk Record | Psychic Dance Routine | Nominiert |